# Desastre aéreo do Fairchild Hiller FH-227 prefixo PT-LBV
O desastre aéreo de Tabatinga foi um acidente aéreo brasileiro ocorrido em Tabatinga, município do Amazonas. Em 12 de junho de 1982, um Fairchild FH-227 operado pela Transportes Aéreos da Bacia Amazônica (TABA), de prefixo PT-LBV, acidentou-se ao tentar pousar no aeroporto de Tabatinga. Nenhum dos 44 ocupantes a bordo sobreviveu.

## Aeronave
Com o sucesso do F-27 Friendship, a Fokker desenvolveria em parceria com a Fairchild Hiller, uma versão alongada do modelo em meados dos anos 1950 com o objetivo de oferecer um substituto para o Douglas DC-3. Seriam construídas apenas 78 aeronaves, batizadas FH-227. Diversas companhias aéreas do mundo operariam os FH-227, incluindo a TABA. Fundada em 1976, a TABA (Transportes Aéreos Regionais da Bacia Amazônica) crescia rapidamente no início da década de 1980, impulsionada pelo monopólio de exploração da aviação regional na Região Norte do país (através do Sistema Integrado de Transporte Regional-SITAR). Para atender a demanda, a empresa iria adquirir 8 FH-227 oriundos da Inglaterra. A aeronave destruída no acidente foi fabricada em 1967, tendo o número de construção 536. Após voar por algumas empresas inglesas, seria vendida em junho de 1981 para a TABA.

## Acidente
O Fairchild Hiller FH-227 da TABA, prefixo PT-LBV, decolaria às 5h30min do aeroporto de Eirunepé. A aeronave transportava 40 passageiros e 4 tripulantes e tinha como destino Manaus, com escalas previstas em Tabatinga, Coari e Tefé. Após 30 minutos de voo, a tripulação receberia boletim meteorológico da estação-radio deTabatinga, onde informava que devido ao denso nevoeiro, o aeroporto local estaria operando apenas com instrumentos. Com isso, a tripulação decide realizar a aproximação e o pouso através de instrumentos. Pouco tempo depois, o radiofarol de Tabatinga sairia do ar repentinamente, obrigando a tripulação do turboélice da TABA a realizar pouso através de referências visuais. O mau tempo, porém, impedia a visualização da cidade de Tabatinga enquanto que o combustível se esgotava.
Durante uma tentativa de pouso, a tripulação usaria o rio como referência. Voando baixo para tentar avistar a cabeceira da pista, o avião se chocaria com a torre do radiofarol do aeroporto as 6h05min, que se encontrava encoberta pelo nevoeiro, indo cair no estacionamento. O impacto com o solo causaria uma explosão forte que mataria todos os 44 ocupantes da aeronave  espalharia destroços numa área de 500 metros. Por conta de um blecaute na cidade de Tabatinga, as notícias sobre o acidente chegariam a Manaus várias horas depois. Por conta de problemas de comunicação, a TABA chegou a comunicar aos parentes que havia sobreviventes. A informação só seria desmentida horas mais tarde pela FAB, que enviaria a Tabatinga uma equipe de investigação e legistas para identificação e liberação dos corpos. Entre os passageiros mortos estavam: 
- Expedito Barroso Alencar, prefeito de Eirunepé, e o renomado gerente da antiga CELETRA AMAZON, Raimundo Paulo Araújo da Costa, responsável pelo abastecimento da rede elétrica do município de Eirunepé e também por outros municípios do baixo Juruá, os mesmos viajavam para participar da convenção regional do PDS.

## Investigações
As investigações relevariam que o desastre teria sido causado por uma série de erros:
- O horário de decolagem do aeroporto de Eirunepé era previsto para as 5h00min, conforme o Horário de Transporte Regional (HOTREG) emitido pelo Departamento de Aviação Civil, porém o Ministério da Aeronáutica havia proibido operações noturnas no aeroporto. Para não infringir o HOTREG e a ordem do ministério, a tripulação da TABA seria orientada pela empresa a decolar assim que amanhecesse;

- O radiofarol de Tabatinga, assim como sua estação de rádio, sairia do ar por conta de um blecaute. Até a altura do acidente, o aeroporto de Tabatinga não contava com grupo gerador para alimentar suas instalações em caso de blecaute;

- Pressionada pelas péssimas condições do tempo e pela falta de combustível, a tripulação optou por tentar um arriscado pouso em condições visuais no aeroporto de Tabatinga com poucas chances de sucesso, quando poderia ter alternado para Letícia na Colômbia

## Fotos do Relatório do SERIPA
Link de leitura

## Consequências
Inicialmente restrito a poucas empresas, o mercado da aviação regional na Amazônia receberia subvenções do governo federal com a criação do Sistema Integrado de Transporte Regional (SITAR) em 1975. Assim, pequenas empresas de taxi aéreo como a VOTEC e a TABA se transformariam em pouco tempo em operadoras regionais.  Essas empresas, porém, não cresceriam de forma estruturada, endividando-se na compra de aeronaves e na contratação de caros profissionais para tripulá-las e mantê-las. A delicada situação financeira dessas empresas pressionava seus empregados em busca de resultados. Atrasos e cancelamentos de voos não eram bem vistos e, assim, os tripulantes trabalhavam para viabilizar viagens mesmo em condições técnicas e meteorológicas adversas, que, somadas com as pressões exercidas pelas empresas sobre as tripulações, potencializavam o risco de desastres.
O rápido crescimento da aviação comercial na Amazônia não seria acompanhado pelas autoridades, que não investiriam adequadamente na infraestrutura aeroportuária, cujas deficiências contribuiriam significativamente na ocorrência de acidentes. Após o acidente, o aeroporto de Tabatinga receberia dois grupo geradores e o horário de decolagens seria alterado no HOTREG, restringindo as operações ao período diurno.
O acidente com o avião da TABA era o quarto ocorrido naquela semana na Amazônia e seria ofuscado pela cobertura da imprensa pelo acidente com o Voo 168 da VASP no Ceará, ocorrido poucos dias antes.
Esse seria o mais grave acidente da TABA.  Posteriormente, outros acidentes evidenciariam as precárias condições de operação e manutenção da empresa.

## Autor
- Matheus Melo de Oliveira, Wikipedia autor licenciado 87542°. Manaus, Amazonas, Brasil,